# Baronía de Carrícola
La Baronía de Carrícola es un título nobiliario español creado el 8 de mayo de 1477 por el rey Juan II de Aragón que, previa facultad real, creó este vínculo con el cardenal Luis Juan Milá de Aragón, señor de Albaida y obispo de Lérida.
Se creó junto con la baronía de Azdzaneta, para el mismo titular.
Este título fue rehabilitado en 1916 por el rey Alfonso XIII a favor de Enrique Tamarit y Moore, barón de Adzaneta, como décimo cuarto barón de Carrícola. 
Su denominación hace referencia al municipio de Carrícola, provincia de Valencia.

## Barones de Carrícola
|                                 | Titular                        | Periodo                        |
| Creación por Juan II de Aragón  | Creación por Juan II de Aragón | Creación por Juan II de Aragón |
| ------------------------------- | ------------------------------ | ------------------------------ |
| I                               | Luis Juan Milá de Aragón       | 1477-1504                      |
| .                               | .                              |                                |
| Rehabilitación por Alfonso XIII |                                |                                |
| XIV                             | Enrique Tamarit y Moore        | 1916-                          |
| XV                              | Enrique Tamarit y Olagüe       | 1971-                          |
| XVI                             | Enrique Tamarit y Corbí        | 2009-actual titular            |

## Historia de los barones de Carrícola
- Luis Juan Milá de Aragón (1430-1504), I barón de Carrícola, I barón de Adzaneta, señor de Albaida.

Rehabilitado en 1916 por:
- Enrique Tamarit y Moore, XIV barón de Caarrícola, XV barón de Adzaneta.

1. Casó con María Teresa Enríquez de Navarra y Galiano.

Fue su hijo:
-José Antonio Tamarit y Enríquez de Navarra, IX marqués de San José que casó con María Teresa de Olagüe y Revenga, que fueron padres de:
- Enrique Tamarit y Olagüe (n. en 1953), XV barón de Carrícola, XVI barón de Adzaneta.

1. Casó con María Teresa Corbí y Caro. Le sucedió su hijo:

- Enrique Tamarit y Corbí (n. en 1992), XVI barón de Carrícola.